# Bedford (Teksas)

Miasto Badford w stanie Teksas i w hrabstwie Tarrant

Bedford – miasto położone w północno-wschodniej części hrabstwa Tarrant w Teksasie, w Stanach Zjednoczonych. Według spisu w 2020 roku liczy 49,9 tys. mieszkańców. Jest częścią aglomeracji Dallas.